# Jack Foley (rumorista)
Jack Donovan Foley (Manhattan, 12 aprile 1891 – Los Angeles, 9 novembre 1967) è stato un produttore cinematografico, regista, umorista e rumorista statunitense, noto per aver sviluppato numerose tecniche per la realizzazione degli effetti sonori utilizzati nelle produzioni cinematografiche.
Viene accreditato come l'inventore di un metodo innovativo per registrare gli effetti sonori dal vivo e in sincrono con il film durante la fase di post-produzione. Attualmente, di fatto, la figura professionale che si occupa di creare e registrare gli effetti sonori in una produzione cinematografica prendono il nome di Foley artist (noto in italiano come "rumorista"), proprio in onore di Foley stesso.

## Biografia
Jack Foley è nato nel quartiere di Yorkville, a Manhattan, il 12 aprile 1891, nipote di immigrati irlandesi. È cresciuto a Coney Island, dove ha frequentato una scuola pubblica. Ha iniziato lavorando come impiegato presso il porto di New York, per poi trasferirsi in California per lavorare in un piccolo studio cinematografico come controfigura e stuntman.
La sua carriera venne momentaneamente interrotta a causa della prima guerra mondiale, quando dovette trasferirsi a Bishop per servire come membro della American Defense Society, un gruppo incaricato di monitorare le scorte d'acqua rifornite presso Los Angeles per assicurarsi che non fossero sabotate o avvelenate. Dopo la guerra, Foley iniziò a lavorare per la Universal Studios come sceneggiatore e regista di alcuni film muti presso la vecchia sede dello studio nella San Fernando Valley. Quando la Warner Bros. produsse il primo film sonoro, Il cantante di jazz, nel 1927, la Universal decise di andare nella stessa direzione per restare competitiva. Foley, insieme ad altri volontari, iniziò quindi a lavorare all'ultimo film muto che la Universal stava producendo, Mississipi, per aggiungere degli effetti sonori e trasformare quindi il film in un musical. Da allora, Foley creò effetti sonori per il cinema fino alla sua morte, avvenuta nel 1967.
Foley ha lavorato a molti film, tra i quali Melody of Love (1928), Mississipi (1929), Operazione sottoveste (1959) e Spartacus (1960).